# Tony Cruz (actor)
Ángel de Cruz García, más conocido como Tony Cruz (Madrid, 23 de febrero de 1952 - Majadahonda, 16 de octubre de 2011), fue un actor español de teatro musical, cantante y actor de doblaje de cine.

## Biografía
Nació en Madrid en el 23 de febrero de 1952. En 1973 gana el concurso de TVE La Gran Ocasión. Inicia su 
discografía con la compañía PolyGram que le permitirá grabar 2 LP y 5 singles. 
Tras participar con éxito como autor y cantante en festivales como el de 
Santander o el Iquitos (Perú), formará parte junto a Phil Trim del grupo Pop-Tops desde 1991 a 1996.
Cantante de reconocida trayectoria, ha participado en numerosas giras 
internacionales de obras líricas. Comparte escenario con Paloma San Basilio 
en Evita dirigido por Jaime Azpilicueta, interpretando el papel protagonista del Che Guevara en la gira 
mundial. En Jesucristo Superstar interpreta a Judas en otra gira mundial. 
Participa junto a Juanjo Puigcorbé y Emma Penella en la obra Frank V de 
Friedrich Dürrenmatt en el Teatro María Guerrero, dirigida por Mario Gas, y en la gira 
española de Carmen, Carmen de Antonio Gala protagonizada por Concha Velasco. En La Maja de Goya de Vicente Escrivá interpreta el papel 
protagonista de Goya en el Teatro Nuevo Apolo de Madrid, donde vuelve en 
2005 para trabajar en la obra de Miguel Mihura Maribel y la extraña familia, el musical. En 2004 y 2005 actuó en el Teatro Español con la zarzuela La eterna canción, de Pablo Sorozábal, que después viajó al Teatro Arriaga de Bilbao y al 
Festival de Peralada. El mismo año interpretó el papel de Paco en La boda y el baile de Luis Alonso del Teatro de la Zarzuela. En 2008 formó parte del elenco de Sweeney Todd, dirigido por Mario Gas y representado en el Teatro Español de Madrid, Teatro Arriaga de Bilbao y Teatro Apolo de Barcelona.
Desde 1989 ha trabajado en múltiples campañas publicitarias como cantante. 
En el cine ha doblado a los protagonistas de varias producciones de Disney 
entre las que cabe destacar el Jack Skellington de Pesadilla antes de Navidad, John Smith en Pocahontas, Long John Silver en Los Teleñecos en la Isla del Tesoro 
y la voz solista de todas las canciones de Toy Story (es muy recordada su interpretación de Hay un amigo en mí, versión en castellano del original You've Got a Friend in Me, compuesta e interpretada por Randy Newman). Asimismo ha adaptado la 
letra de la banda sonora de Pokémon, además de las series de Disney El oso de la casa azul, Peanut, Butter y Jelly y "Phineas y Ferb"
Falleció de cáncer el 16 de octubre de 2011 tras año y medio de lucha contra la enfermedad.